# Xã Jefferson, Quận Elkhart, Indiana
Xã Jefferson (tiếng Anh: Jefferson Township) là một xã thuộc quận Elkhart, tiểu bang Indiana, Hoa Kỳ. Năm 2010, dân số của xã này là 9.688 người.